# Cucurbita pepo subsp. pepo
Sous-espèce
Classification phylogénétique
 Cucurbita pepo subsp. pepo (également listé comme Cucurbita pepo var. pepo) est une sous-espèce de Cucurbita pepo, une espèce de plantes à fleurs de la famille des Cucurbitaceae.
La sous-espèce regroupe plusieurs courges aux apparences diverses, comme la courgette, la citrouille véritable, et la courge spaghetti.